# 野田村 (新潟県佐渡郡)
野田村（のだむら）は、かつて新潟県佐渡郡にあった村。

## 地理
- 島嶼：佐渡島

## 沿革
- 1889年（明治22年）4月1日 - 町村制施行に伴い雑太郡窪田村、青野村、山田村が合併し、野田村が発足。
- 1896年（明治29年）4月1日 - 郡の統合により佐渡郡に所属[1]。
- 1902年（明治35年）4月1日 - 佐渡郡二宮村と合併し、二宮村を新設して消滅。